# 제1차 세계 대전의 외교사
제1차 세계 대전의 외교사(第一次世界大戰外交史, 영어: diplomatic history of World War I)는 제1차 세계 대전 동안의 주요 참전국들 사이에서의 비군사적 상호작용에 대해 다룬다. 참전국의 국내 역사는 제1차 세계 대전 중 국내 전선을 참조한다. 장기적인 관점에서는 국제 관계 (1814년-1919년)과 제1차 세계 대전의 원인을 참조한다. 제1차 세계 대전 후의 시대에 대해서는 국제 관계 (1919년-1939년)을 참조한다. 주요 연합국으로는 영국, 프랑스, 러시아(1917년까지), 이탈리아(1915년부터), 미국(1917년부터)이 있다. 연합국에 맞선 주요 동맹국으로는 독일, 오스트리아-헝가리, 오스만 제국(튀르키예), 불가리아가 있다. 다른 국가(예: 벨기에와 일본)도 연합국에 합류했다. 보다 자세한 사건들의 흐름은 제1차 세계 대전의 연표를 참조한다.

## 같이 보기
- 제1차 세계 대전
- 제2차 세계 대전의 외교사